# LHS 1723
LHS 1723 is een rode dwerg met een magnitude van +12,196 in het sterrenbeeld Eridanus met een spectraalklasse van M4.0Ve. De ster bevindt zich 17,53 lichtjaar van de zon.